# Disgusting (álbum)
Disgusting es el primer álbum de estudio de la banda estadounidense de hardcore punk Beartooth. Fue lanzado por Red Bull Records el 14 de junio de 2014 y fue producido por John Feldmann.
El 25 de diciembre de 2015, más de un año después de su lanzamiento original, se lanzó una versión de lujo de Disguisting, que contenía como bonus tracks dos temas inéditos, la versión en vivo de un cover de The Ramones y el remix de The Lines.

## Antecedentes
Este álbum se lanzó un año después del lanzamiento de Sick, el EP debut de la banda. Antes del anuncio, la banda estuvo de gira con la banda de metalcore Of Mice & Men en el Reino Unido y también dio un concierto principal en Londres el 17 de abril de 2014. El álbum fue anunciado por la banda un mes antes de su lanzamiento, el 13 de mayo, y se anunció que saldría el 10 de junio a través de Red Bull Records. El proceso de grabación, según Shomo, fue muy fluido, ya que tiene un estudio en su casa y componía canciones cada vez que se aburría o no podía dormir en mitad de la noche.

## Lista de canciones
| N.º | Título                     | Duración |  |
| 1.  | «The Lines»                | 3:47     |  |
| 2.  | «Beaten in Lips»           | 3:32     |  |
| 3.  | «Body Bag»                 | 3:49     |  |
| 4.  | «In Between»               | 3:33     |  |
| 5.  | «Relapsing»                | 3:55     |  |
| 6.  | «Ignorance is Bliss»       | 3:16     |  |
| 7.  | «I Have a Problem»         | 4:00     |  |
| 8.  | «One More»                 | 3:37     |  |
| 9.  | «Me in My Own Head»        | 3:26     |  |
| 10. | «Keep Your American Dream» | 3:30     |  |
| 11. | «Dead»                     | 2:15     |  |
| 12. | «Sick and Disgusting»      | 3:45     |  |

Edición de lujo
| Japanese edition |                                                |          |  |
| N.º              | Título                                         | Duración |  |
| 13.              | «Finish Line»                                  | 3:01     |  |
| 14.              | «Give It Up»                                   | 4:30     |  |
| 15.              | «Blitzkrieg Bop (Live)» (Cover de The Ramones) | 2:21     |  |
| 16.              | «The Lines (Low Gain Mix)»                     | 3:02     |  |

## Posicionamiento en lista
| Lista (2014)                 | Posiciones |
| ---------------------------- | ---------- |
| U.S. Billboard 200           | 48         |
| U.S. Hard Rock Albums        | 6          |
| U.S. Independent Albums      | 13         |
| U.S. Rock Albums             | 19         |
| UK Rock & Metal Albums (OCC) | 20         |